# Prudent Joye
Prudent Raymond Joye (ur. 15 grudnia 1913 w Roubaix, zm. 1 listopada 1980 w Orleanie) – francuski lekkoatleta, płotkarz i sprinter, mistrz Europy z 1938.
Specjalizował się w biegu na 400 metrów przez płotki i w biegu na 400 metrów. Wystąpił w biegu na 400 metrów przez płotki i w sztafecie 4 × 400 metrów na igrzyskach olimpijskich w 1936 w Berlinie, ale w obu konkurencjach odpadł w przedbiegach.
Na mistrzostwach Europy w 1938 w Paryżu zdobył złoty medal w biegu na 400 metrów przez płotki przed Józsefem Kovácsem z Węgier, a w sztafecie 4 × 400 metrów zajął wraz z kolegami 4. miejsce.
Był rekordzistą Francji na 400 metrów przez płotki (z wynikami 53,4 23 lipca 1936 w Paryżu oraz 53,0 21 sierpnia 1938 w Paryżu) i w sztafecie 4 × 400 metrów (z czasem 3:15,2 9 sierpnia 1936 w Berlinie).
Po kampanii francuskiej w 1940 Joye dostał się do niewoli niemieckiej, z której uciekł i przyłączył się do ruchu oporu. Kontynuował także karierę lekkoatletyczną zdobywając trzykrotnie mistrzostwo Francji. Zakończył wyczynowe uprawianie lekkiej atletyki wkrótce po zakończeniu wojny.
Był mistrzem Francji w biegu na 400 metrów przez płotki w latach 1936-1939, 1941 i 1943 oraz wicemistrzem w 1945, a także mistrzem na 400 metrów w 1941.
Po zakończeniu kariery został kinezyterapeutą. Praktykował w Orleanie. Zmarł w 1980.